# 下島陽平
下島 陽平（しもじま ようへい、1978年11月21日 - ）は、日本棋院中部総本部所属の囲碁棋士。八段。長野県駒ヶ根市出身、吉岡薫九段門下。

## 経歴
長野県駒ヶ根市出身。幼少期は友人と野球や山遊びを楽しんで過ごした。小学3年生の時に、下島が在学する駒ヶ根市立中沢小学校へアマチュア強豪の北村俊郎が赴任、同級生らと共に囲碁の薫陶を受ける。北村とは少なくとも3000局は対局したといい、4年生のうちにアマ五段程度にまで上達。その後、小学校卒業を機に吉岡薫の内弟子となる。
12歳で中部総本部の院生となるが、当初は既にプロ入りを決めていた羽根直樹と5子局で対局して完敗し、院生手合では13連敗を喫するなど挫折の連続であった。それでも1994年、15歳でプロ入りを果たす。
1998年、大手合二部で優勝。2004年、第45期王冠戦で挑戦者決定戦に進出（山城宏に敗退）。2008年、第17期竜星戦で優勝決定トーナメントに進出。
2013年、第39期天元戦で自身初の七大棋戦本戦進出。第20期阿含桐山杯で本戦進出。2016年、第41期棋聖戦でCリーグ入り。

## 活動
- 2010年頃から2022年まで、中部総本部所在地の名古屋を中心とした囲碁普及団体「名古屋アミーゴ」で活動[7][8][9]。独自の囲碁ゲームを考案するなど、ファンサービスに努めた[8]。
- 2020年リリースのダイアナ・ガーネットによる楽曲『いごのうた』で、作詞作曲を担当。自身が作成した楽曲について、冗談半分にガーネットへ伝えたことが制作のきっかけになったという[10]。
- 2021年4月から7月にかけて、『囲碁フォーカス』の進行・聞き手を担当。
- 2022年に開始した囲碁イベント「群遊 囲碁オールスター団体戦」では実行委員長を務めている[1]。
- 2024年創設の日本女子囲碁リーグでは、チーム名古屋の監督を務める[11]。

## 人物
- 趣味は野球、ギターなど[12][13]。プロ野球選手の武田勝は中学時代の同級生[12]。
- 憧れの棋士として、同郷の小林覚を挙げている[1]。

## 棋歴

### 昇段履歴
- 1994年 入段
- 同年 二段
- 1996年 三段
- 1997年 四段
- 1998年 五段
- 2000年 六段
- 2003年 七段
- 2013年 八段

## 著書
- 親子で学ぶ はじめての囲碁（2014年11月13日、NHK出版）
- 棋風別！あなたに合った囲碁上達法（2019年6月12日、マイナビ出版）